# Hippocampus zosterae
Hippocampus zosterae é uma espécie de peixe da família Syngnathidae.
Pode ser encontrada nos seguintes países: Bahamas e Estados Unidos da América.
Os seus habitats naturais são: pradarias aquáticas subtidais.
Está ameaçada por perda de habitat.